# Andalousesaus

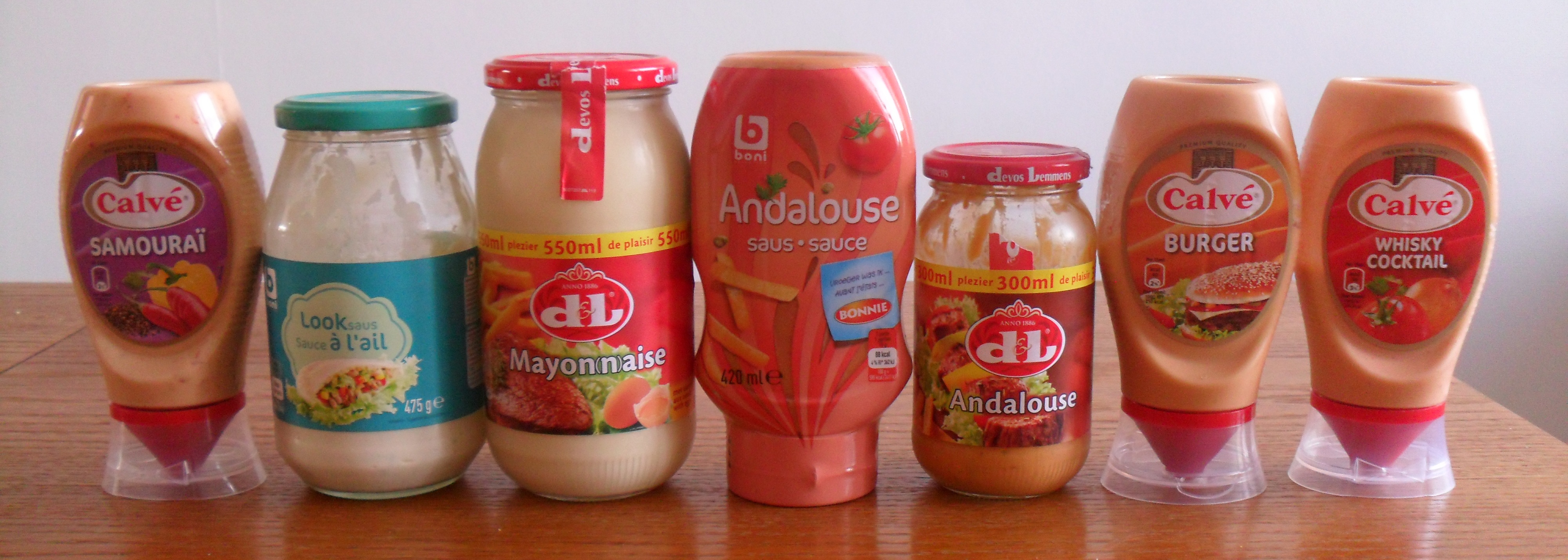
Verschillende sauzen, met andalouse in het midden

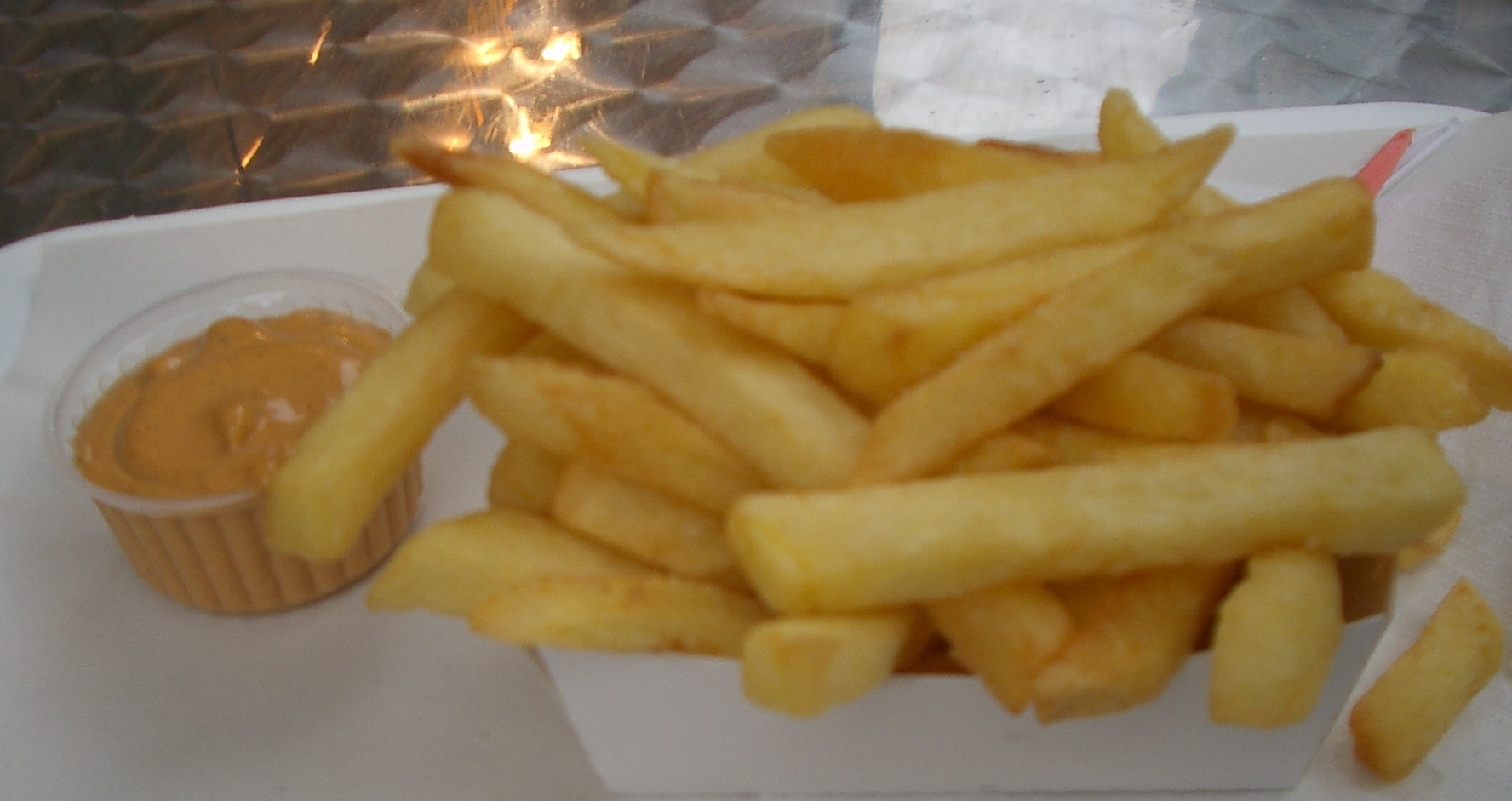
Belgische frieten met een bakje andalouse

Andalousesaus is een Spaans geïnspireerde saus op basis van mayonaise, tomatenpuree en kruiden. Karakteristieke ingrediënten zijn plantaardige olie, ei, zout, tomaten en azijn. Door de toevoeging van mosterd of chilipeper kan het een ietwat pittige smaak hebben. Om de kleur te verkrijgen gebruiken fabrikanten karamel.
Andalouse wordt gegeten bij bijvoorbeeld frieten, falafel of vlees. In de meeste Belgische snackbars is de saus verkrijgbaar.
De saus is te vinden bij Escoffier in een versie met paprika (1903). De eerste fabrikant van kant-en-klare andalouse was waarschijnlijk het Belgische bedrijf La William uit Londerzeel in de jaren 1960. Deze versie bevat mosterd, kappertjes en ansjovis. Volgens de firma is de saus geïnspireerd door gazpachosoep, een belangrijk bestanddeel van de Andalusische keuken.
In Spanje, en met name in Andalusië, kent men een rode saus zonder mayonaise, die men salsa brava of  Andaluse lassos noemt. Deze saus is bekend van patatas bravas, een populaire tapa van gefrituurde aardappelpartjes met de saus. Deze saus heeft weliswaar een ietwat gelijkende kleur, maar heeft oorspronkelijk paprika, niet tomaat als hoofdbestanddeel.